# Beck Judit
Beck Judit (született Beck Klára Judit) (Budapest, 1909. augusztus 16. – Budapest, 1995. április 20.) magyar festőművész, grafikus, keramikus, textil- és bábtervező. Beck Ö. Fülöp szobrász lánya, Radnóti Miklós szerelme, Gombosi György zenetörténész, majd Major Tamás színész felesége volt.

## Élete
Budapesten született Beck Ö. Fülöp szobrász (1873–1945) és Bárdos Laura (1885–1966) lányaként izraelita családban. Anyai nagyszülei Bárdos (Burstein) Károly (1857–1915) műszaki vállalkozó és Brachfeld Vilma (1862–1935) voltak. A Képzőművészeti Főiskolán Csók István növendéke volt. 1933-ban Berlinben és Párizsban képezte magát. 1934. január 31-én házasságot kötött Budapesten Gombosi György zenetörténésszel, akivel 1943-ig élt együtt. Az 1930-as évek második felétől kezdve gyakran dolgozott Szentendrén. 1938–39-ben Párizsban és Londonban restaurátorként működött. A második világháború alatt kapcsolatba lépett a kommunista mozgalommal.
Munkásságát oldott posztimpresszionista stílusban készült tájképek, színészportrék, üvegfestmények jellemzik.
1941 tavaszától Radnóti első munkaszolgálatos behívójának kézhez vételéig Radnóti Miklós szeretője, múzsája volt. Hozzá írta a költő a Harmadik ecloga, a Két karodban és a Zápor című verseket.

## Gyűjteményes kiállításai
- Nemzeti Szalon (Budapest, 1942)
- Fényes Adolf Terem (Budapest, 1953)
- Csók István Galéria (Budapest, 1966)
- Szentendrei Galéria (1976)[11]